# Thames Water
Thames Water Utilities Limited (известная как Thames Water) — британская компания, оказывающая услуги по водоснабжению, водоотведению и очистке сточных вод в Лондоне и близлежащих графствах южной Англии. Штаб-квартира — в Рединге (графство Беркшир).
Создана в 1989 году в результате приватизации Thames Water. Владелец с 2006 года — Kemble Water Limited. Имеет 30 водохранилищ, 288 водонасосных станций; 350 очистных сооружений, 2530 канализационных насосных станций. Абонентская сеть компании охватывает 14 млн потребителей, в штате 4,5 тысяч работников. В Лондоне обслуживает магистральные водоводы Темзенского водопроводного кольца, завод по опреснению воды и городские очистные сооружения.